# Lotus 102
Chronologie des modèles (1990)
Lotus 101 Lotus 102B
La Lotus 102 est la monoplace de Formule 1 engagée par l'écurie Team Lotus dans le cadre du championnat du monde de Formule 1 1990. Il s'agit d'une profonde évolution de la Lotus 101, tant au niveau des modifications du châssis que de la motorisation. Elle est pilotée par les Britanniques Derek Warwick et Martin Donnelly, remplacé par Johnny Herbert pour les deux dernières manches de la saison.

## Historique
Frank Dernie et Mike Coughlan s'appuient, pour la conception de la 102, sur le châssis de la Lotus 101, leur précédente création. Le point le plus important est l'intégration du bloc Lamborghini à douze cylindres en V au lieu du Judd, V8 utilisé en 1989 (Isuzu avait entamé des pourparlers restés sans suite). Le V12 Lamborghini a commencé la saison précédente dans la Lola LC88B engagée par l'écurie Larrousse. 
Ce moteur a des inconvénients majeurs comme une taille imposante, un poids de 150 kg et une consommation élevée en carburant. Toutefois, Dernie pense que ces inconvénients seront largement compensés par la puissance d'environ 650 chevaux. La taille du bloc implique un positionnement très bas dans le châssis qui doit en plus incorporer un grand réservoir d'essence. La plupart des éléments de la 101 doivent être adaptés en vue de les alléger pour compenser l'embonpoint de la monoplace.
Les départs de Nelson Piquet et de Satoru Nakajima entraînent l'arrivée de Derek Warwick et la titularisation du pilote d'essai Martin Donnelly. Comme ces pilotes sont beaucoup plus grands que leurs prédécesseurs, le cockpit de la 101 doit être redessiné pour que les nouveaux titulaires puissent y prendre place. L'écurie est très confiante en sa nouvelle monoplace et Rupert Mainwarring, gestionnaire de l'écurie, annonce que Lotus inscrira quarante points cette saison.
À la fin de la saison, Team Lotus se classe huitième du championnat des constructeurs avec huit points, ce qui entraîne le départ du commanditaire principal Camel, et manque de provoquer la faillite de Lotus. En décembre 1990, Peter Collins et Peter Wright rachètent l'écurie. Lotus n'ayant pas assez de moyens pour concevoir une nouvelle monoplace pour 1991, une évolution de la 102 est créée, la Lotus 102B, qui abandonne le moteur Lamborghini pour un V8 Judd.

## Résultats en championnat du monde de Formule 1

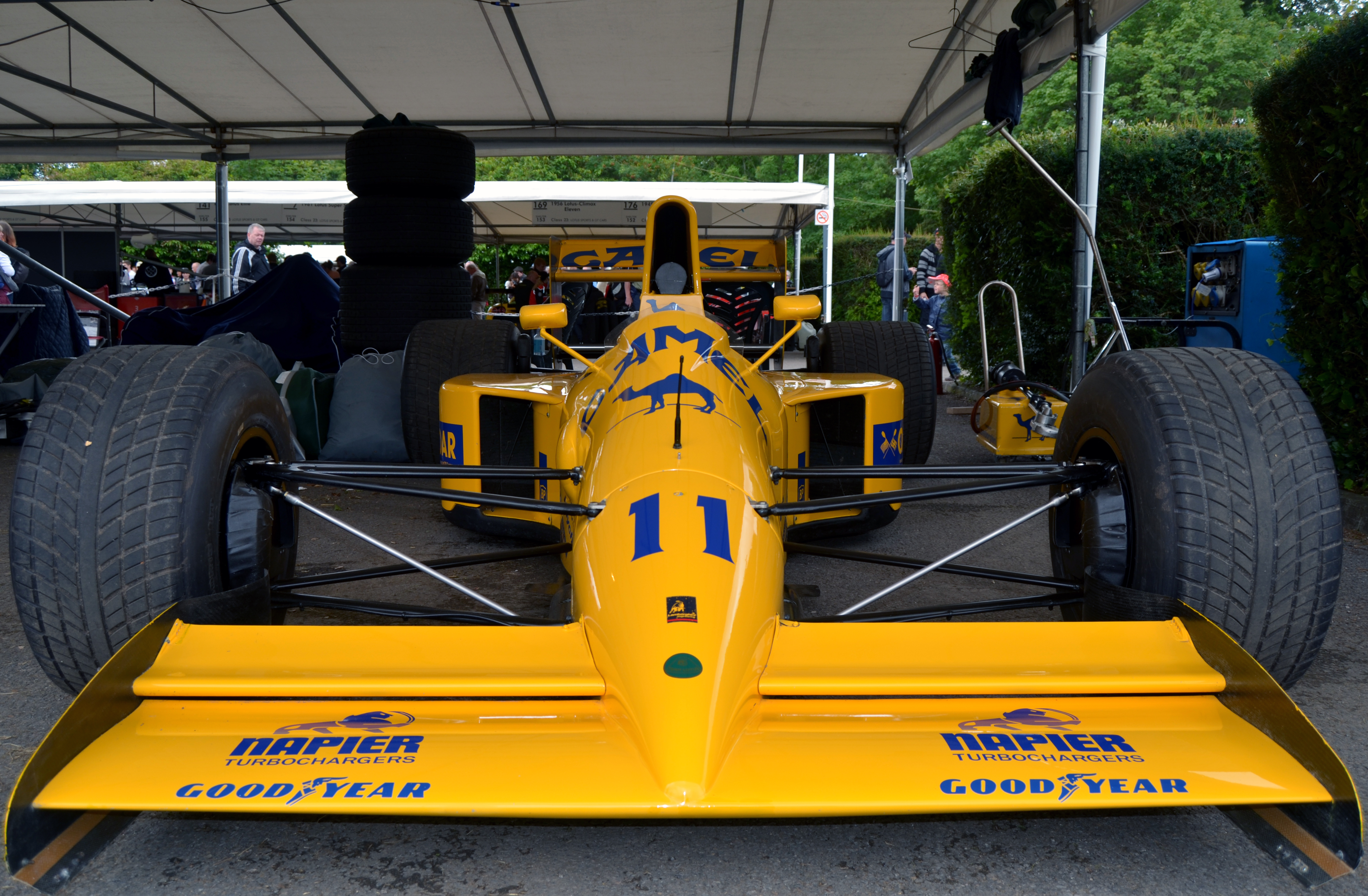
La Lotus 102 de Derek Warwick en exposition à Goodwood en 2012.

| Saison | Écurie           | Moteur               | Pneumatiques | Pilotes         | Courses | Courses | Courses | Courses | Courses | Courses | Courses | Courses | Courses | Courses | Courses | Courses | Courses | Courses | Courses | Courses | Points inscrits | Classement |
| Saison | Écurie           | Moteur               | Pneumatiques | Pilotes         | 1       | 2       | 3       | 4       | 5       | 6       | 7       | 8       | 9       | 10      | 11      | 12      | 13      | 14      | 15      | 16      | Points inscrits | Classement |
| ------ | ---------------- | -------------------- | ------------ | --------------- | ------- | ------- | ------- | ------- | ------- | ------- | ------- | ------- | ------- | ------- | ------- | ------- | ------- | ------- | ------- | ------- | --------------- | ---------- |
| 1990   | Camel Team Lotus | Lamborghini 3512 V12 | Goodyear     |                 | USA     | BRÉ     | SMR     | MON     | CAN     | MEX     | FRA     | GBR     | ALL     | HON     | BEL     | ITA     | POR     | ESP     | JAP     | AUS     | 3               | 8e         |
| 1990   | Camel Team Lotus | Lamborghini 3512 V12 | Goodyear     | Derek Warwick   | Abd     | Abd     | 7e      | Abd     | 6e      | 10e     | 11e     | Abd     | 8e      | 5e      | 11e     | Abd     | Abd     | Abd     | Abd     | Abd     | 3               | 8e         |
| 1990   | Camel Team Lotus | Lamborghini 3512 V12 | Goodyear     | Martin Donnelly | Abd     | Abd     | 8e      | Abd     | Abd     | 8e      | 12e     | Abd     | Abd     | 7e      | 12e     | Abd     | Abd     | Np.     |         |         | 3               | 8e         |
| 1990   | Camel Team Lotus | Lamborghini 3512 V12 | Goodyear     | Johnny Herbert  |         |         |         |         |         |         |         |         |         |         |         |         |         |         | Abd     | Abd     | 3               | 8e         |

Légende : ici 